# Триатлон
Триатлон е комбинация от 3 спорта (плуване, колоездене и бягане) с различни дистанции.

## История
Триатлонът е измислен първо във Франция през 1920 г. и е носил имената: „Les trois sports“, „La Course des Débrouillards“ и „La course des Touche à Tout“. Провеждан е всяка година до Joinville-le-Pont в Meulan и Poissy. Остава като хоби спорт в анонимност.
В средата на 1970-те години е преоткрит. Двамата американци Джак Джонстоун и Дон Странахан организират на 25 септември 1974 г. в Сан Диего, Калифорния първия триатлон.
През 1994 г. триатлонът е включен в програмата на МОК, а през 2000 г. за пръв път е част от олимпийските игри на олимпиадата в Сидни.

## Същност
Триатлонът се състои от плуване, колоездене и бягане в тази им последователност, като дистанцията на всяка дисциплина може да варира. Целта е състезателите да финишират с най-бързо време, преминавайки през всички дисциплини, като времето за преминаване от една към друга дисциплина също се отчита в общото време.
Дистанциите на трасетата варират, като в съответствие с Международния триатлон съюз и Американския триатлон, основните дистанции са както следва: Спринт (750 m плуване, 20 km колоездене и 5 km бягане); Междинна дистанция, общоприета като Олимпийска (1.5 km плуване, 40 km колоездене и 10 km бягане); Дълго трасе (1.9 km плуване, 90 km колоездене, 21.1 km бягане) и Ултра дистанция, т.нар. Айрънмен триатлон (3.8 km плуване, 180 km колоездене и 42,198 km маратонско бягане).

## Триатлон в България
Триатлонът навлиза в България през 1984 г., а през 1985 г. е проведен и първият национален шампионат. Събирайки популярност и все повече състезатели, през 1987 г. се създава и Българската федерация по триатлон.

Първият по-сериозен успех идва в Сьотер, (Швеция) с 8-о място на Евгени Ставрев. По-късно български триатлети участват на редица международни прояви, а през 1997 г. и 2004 г. съответно Борис Танев и Атанас Златков печелят Балканиадата.